# چشمه پیربناب
چشمه پیربناب در فاصله ۱۵ کیلومتری شهر شیراز قرار گرفته است. به این چشمه به زبان محلی پیربنو گفته می‌شود. این چشمه طبیعی نقش مهمی در آبیاری دشت‌های اطراف خود دارد و از این رو سرسبزی این منطقه مدیون همین چشمه است.
تعداد زیادی درخت چنار در اطراف چشمه پیربناب قرار دارند. ترکیب این درختان و چشمه، آب و هوای مطبوع و زلالی آبی که جاری است، مکانی بسیار دنج و زیبا برای یک پیک نیک خانوادگی را فراهم کرده‌است.

## ویژگی‌ها
در اطراف این چشمه محیط با صفایی با درختان چنار وجود دارد که دشت برابر خود را سیراب می‌کند. آرامگاه مخروبه ای نیز در کنار چشمه وجود دارد که معروف به ” شیخ اقطع ” است.

## تاریخچه
پیر بناب آرامگاه شیخ اقطع بوده‌است. این شیخ در دوران زندگی خود در همین مکان مشغول عبادت و ریاضت بوده و زمان زیادی را در این مکان سپری کرده‌است. آرامگاه یکی از افراد ایلخانان بزرگ قشقایی به نام محمد علی خان قشقایی نیز در همین مکان قرار دارد. او در سال ۱۲۶۶ هجری قمری فوت کرده و از آن زمان به بعد این مکان آرامگاه وی شد.

## راه دسترسی
مسیرهای دسترسی به چشمه پیر بناب شیراز آسان است و با کرایه یک خودرو می‌توان به آن مکان رسید. اولین مسیر برای رسیدن به چشمه شهرک میانرود است. از شهرک که عبور کنید به روستای کیان آباد خواهید رسید. بعد از گذر از این روستا به روستای شاپور جان می‌رسید. بعد از عبور از روستای شاپور جان در سمت راست جاده این چشمه مشاهده خواهید کرد. در طی مسیر خود به تمام چشم‌اندازهای روستاهای اطراف نگاه کنید و از زیبایی‌های منطقه لذت ببرید.

## زیبایی‌های چشمه پیر بناب شیراز
این چشمه محیط باصفایی با درختان چنار دارد. چشمه پیر بناب شیراز تمامی محیط اطراف مخصوصاً دشت را سیراب می‌کند و جایگاه بسیار خوبی برای گذراندن اوقات فراغت است. سایه درختان چنار سر به فلک کشیده محیط خنکی را برای فصل تابستان ایجاد کرده تا با نوشیدن فنجانی چایی از سبرسبزی و زیبایی منطقه لذت برد.

## بهترین زمان سفر
بهترین زمان برای سفر به این چشمه دل‌انگیز در فصل بهار، مخصوصاً اردیبهست ماه است. در این ماه تعداد مسافرین و گردشگران کم است و به راحتی می‌توانید تفریح کنید. شکوفه‌های بهار نارنج باز شده در فصل بهار عطرشان محیط را پر کرده و با جان و روح بازدید کننده بازی می‌کنند.